# Urmar
Urmar ist ein Dorf in der portugiesischen Gemeinde (Freguesia) von Samuel, im Kreis (Concelho) von Soure.

## Geschichte
In der Gegend von Urmar lebten Römer. Hierher verlief eine Römerstraße, von der eine Brücke erhalten geblieben ist. Unbestätigten Vermutungen gemäß bestand in Urmar seit dem frühen Mittelalter eine Burg, die von Mönchen des Klosters Santa Cruz in Coimbra in ein Kloster umgewandelt worden sein soll, wo sie noch 1190 Opfer eines arabischen Überfalls im Verlauf der Reconquista geworden sein soll. Nahe dem Ort Urmar finden sich noch nicht qualifizierte Reste einer Burg oder Festung, die möglicherweise das genannte Kloster gewesen sein könnte.
Urmar wurde im Mittelalter Sitz eines eigenen Kreises. Das heute zu sehende Steinkreuz des Ortes wurde, Vermutungen zufolge, aus dem ursprünglichen Schandpfahl des Ortes gebildet, der als Zeichen seiner Stadtrechte 1520 aufgestellt wurde. Urmar verlor danach zunehmend an Bedeutung zugunsten Samuels. Im Zuge der verschiedenen Verwaltungsreformen nach der Liberalen Revolution 1822 wurde der Kreis Urmar aufgelöst und mit den gleichfalls aufgelösten Kreisen Verride und Samuel dem Kreis Abrunheira angegliedert, dessen Sitz später nach Verride verlegt wurde, bevor auch dieser 1853 aufgelöst und auf Montemor-o-Velho und Soure aufgeteilt wurde.